# Olympische Sommerspiele 1960/Teilnehmer (Birma)
| Gelbes Symbol für Goldmedaillen mit stilisierten Olympischen Ringen | Graues Symbol für Silbermedaillen mit stilisierten Olympischen Ringen | Braundes Symbol für Bronzemedaillen mit stilisierten Olympischen Ringen |
| ------------------------------------------------------------------- | --------------------------------------------------------------------- | ----------------------------------------------------------------------- |
| —                                                                   | —                                                                     | —                                                                       |

Birma nahm an den Olympischen Sommerspielen 1960 in der italienischen Hauptstadt Rom mit einer Delegation von zehn männlichen Sportlern an neun Wettbewerben in fünf Sportarten teil.
Jüngster Athlet war der Boxer Than Tun (19 Jahre und 109 Tage), ältester Athlet war der Segler Gyi Khin Pe (44 Jahre und 52 Tage). Es war die vierte Teilnahme an Olympischen Sommerspielen für das Land.

## Teilnehmer nach Sportarten

### Boxen
- Hla Nyunt
  - Fliegengewicht

Rang neun
Runde eins: Freilos
Runde zwei: Punktsieg gegen Börje Karvonen aus Finnland (298:288 - 58:59, 60:57, 60:57, 60:58, 60:57)
Runde drei: Niederlage gegen Humberto Barrera aus den Vereinigten Staaten von Amerika nach Punkten (293:296 - 58:59, 60:58, 57:60, 60:59, 58:60)

- Than Tun
  - Federgewicht

Rang 17
Runde eins: Niederlage gegen William Meyers aus Südafrika nach Punkten (281:299 - 54:60, 57:60, 57:60, 57:59, 56:60)

- Thein Myint
  - Bantamgewicht

Rang fünf
Runde eins: Freilos
Runde zwei: Punktsieg gegen Charles Reiff aus Luxemburg (300:278 - 60:55, 60:56, 60:55, 60:56, 60:56)
Runde drei: Sieg gegen Muhammad Nasir aus Pakistan nach Punkten (297:288 - 60:58, 60:55, 58:58, 60:59, 59:58)

### Gewichtheben
- Nil Tun Maung
  - Leichtgewicht

Finale: Wettkampf nicht beendet (DNF)
Militärpresse: 117,5 kg, Rang zwei
Reißen: kein gültiger Versuch
Stoßen: nicht angetreten

- Tun Maung Kywe
  - Federgewicht

Finale: 327,5 kg, Rang sieben
Militärpresse: 100,0 kg, Rang sieben
Reißen: 100,0 kg, Rang sieben
Stoßen: 127,5 kg, Rang zehn

### Leichtathletik
- Myitung Naw
  - Marathon

Finale: 2:28:17,0 Stunden, Rang 27

### Schwimmen
- Tin Maung Ni
  - 1500 Meter Freistil

Runde eins: ausgeschieden in Lauf zwei (Rang fünf), 19:09,8 Minuten

### Segeln
Flying-Dutchman
- Ergebnisse
Finale: 985 Punkte, Rang 29
Rennen eins: 161 Punkte, 2:45:53 Stunden, Rang 27
Rennen zwei: 161 Punkte, 2:46:05 Stunden, Rang 27
Rennen drei: 145 Punkte, 2:25:23 Stunden, Rang 28
Rennen vier: 161 Punkte, 2:59:11 Stunden, Rang 27
Rennen fünf: 212 Punkte, 2:24:02 Stunden, Rang 24
Rennen sechs: Rennen nicht angetreten
Rennen sieben: 145 Punkte, 2:27:04 Stunden, Rang 28
- Mannschaft
Chow Park Wing
Gyi Khin Pe

Einzel
- Lwin U Maung Maung
  - Finn-Dinghi

Finale: 1456 Punkte, Rang 30
Rennen eins: 214 Punkte, 1:54:34 Stunden, Rang 27
Rennen zwei: 283 Punkte, 2:09:43 Stunden, Rang 23
Rennen drei: 168 Punkte, 1:53:49 Stunden, Rang 30
Rennen vier: 114 Punkte, 2:23:42 Stunden, Rang 34
Rennen fünf: 154 Punkte, 1:59:54 Stunden, Rang 31
Rennen sechs: 168 Punkte, 2:05:10 Stunden, Rang 30
Rennen sieben: 469 Punkte, 1:54:17 Stunden, Rang 15